# Щучинские Пески
Щу́чинские Пески́ — село в Эртильском районе Воронежской области.
Административный центр Щучинско-Песковского сельского поселения.

## Население
| 2000 | 2002 | 2010 |
| ---- | ---- | ---- |
| 935  | ↘897 | ↘672 |

Численность население в 2005 году составляла 897 человек.

## Улицы
| - ул. Горная, - ул. Горшечная, - ул. Грязновка, - ул. Заречная, - ул. Советская, | - ул. Старокончановская, - пер. Горный, - пер. Лесной, - пер. Молодёжный, - пер. Советский. |

## Достопримечательности
Церковь Димитрия Солунского постройки 2014—2017 годов.